# Ford Massif
Ford Massif är en bergskedja i Antarktis. Den ligger i Västantarktis. Inget land gör anspråk på området.
Ford Massif sträcker sig 14,7 kilometer i sydvästlig-nordostlig riktning. Den högsta toppen är Anderson Summit, 2 810 meter över havet.
Topografiskt ingår följande toppar i Ford Massif:
- Anderson Summit
- Hadley Peak